# BBC First
BBC First est une chaîne de télévision payante diffusant des séries télévisées lancée en 2014 et diffusée en Afrique du Sud, Australie, Belgique, Hong Kong, Malaisie, au Moyen-Orient, aux Pays-Bas et à Singapour. Elle appartient au groupe BBC Worldwide.

## Lancement
La chaîne a diffusé pour la première fois le 3 août 2014 à 21h30 en Australie sur la plateforme Foxtel, avec la série The Musketeers.

## Programmation

### Actuelle

#### Série originale
- Banished

#### Séries acquises
- A Young Doctor's Notebook
- Alan Partridge: Welcome to the Places of My Life
- Alan Partridge on Open Books with Martin Bryce
- Breathless
- Burton and Taylor
- Dates
- Dead Boss
- Derek (saison 2)
- The Fall (saison 2)
- The Fear
- The Game
- The Honourable Woman
- Luther
- The Musketeers
- Peaky Blinders
- The Politician's Husband
- Quirke
- Roger and Val Have Just Got In
- The Village
- Wallander (saison 4)

### Prévues
- Call the Midwife (2015)[1]
- New Tricks (2015)[1]